# Le Dépouillement du Christ (Le Greco, Munich)
Le Dépouillement du Christ, ou Le Partage de la tunique du Christ, est une œuvre du Greco, réalisée entre 1583 et 1584 pendant sa première période tolédane. Elle est conservée dans la collection de l'Alte Pinakothek de Munich.

## Analyse
Il s'agit d'une version dérivée du magnifique tableau que le Greco a réalisé, Le Partage de la tunique du Christ, pour la cathédrale Sainte-Marie de Tolède. Il n'y a pas beaucoup de variations par rapport à l'œuvre originale, ce qui peut la laisser envisager comme un croquis de la toile de Tolède. Le fils du peintre, Jorge Manuel Theotocopouli, a lui aussi réalisé quelques peintures sur ce thème.